# Hoher Sonnblick
Hoher Sonnblick lub Rauriser Sonnblick – szczyt w grupie Goldberggruppe, w Wysokich Taurach we Wschodnich Alpach. Leży w Austrii, w kraju związkowym Salzburg. Na Hoher Sonnblick znajduje się obserwatorium meteorologiczne. W pobliżu leżą Hocharn i Schareck.
Na szczyt można dostać się z miejscowości Heiligenblut lub ze schroniska Rojacher Hütte.

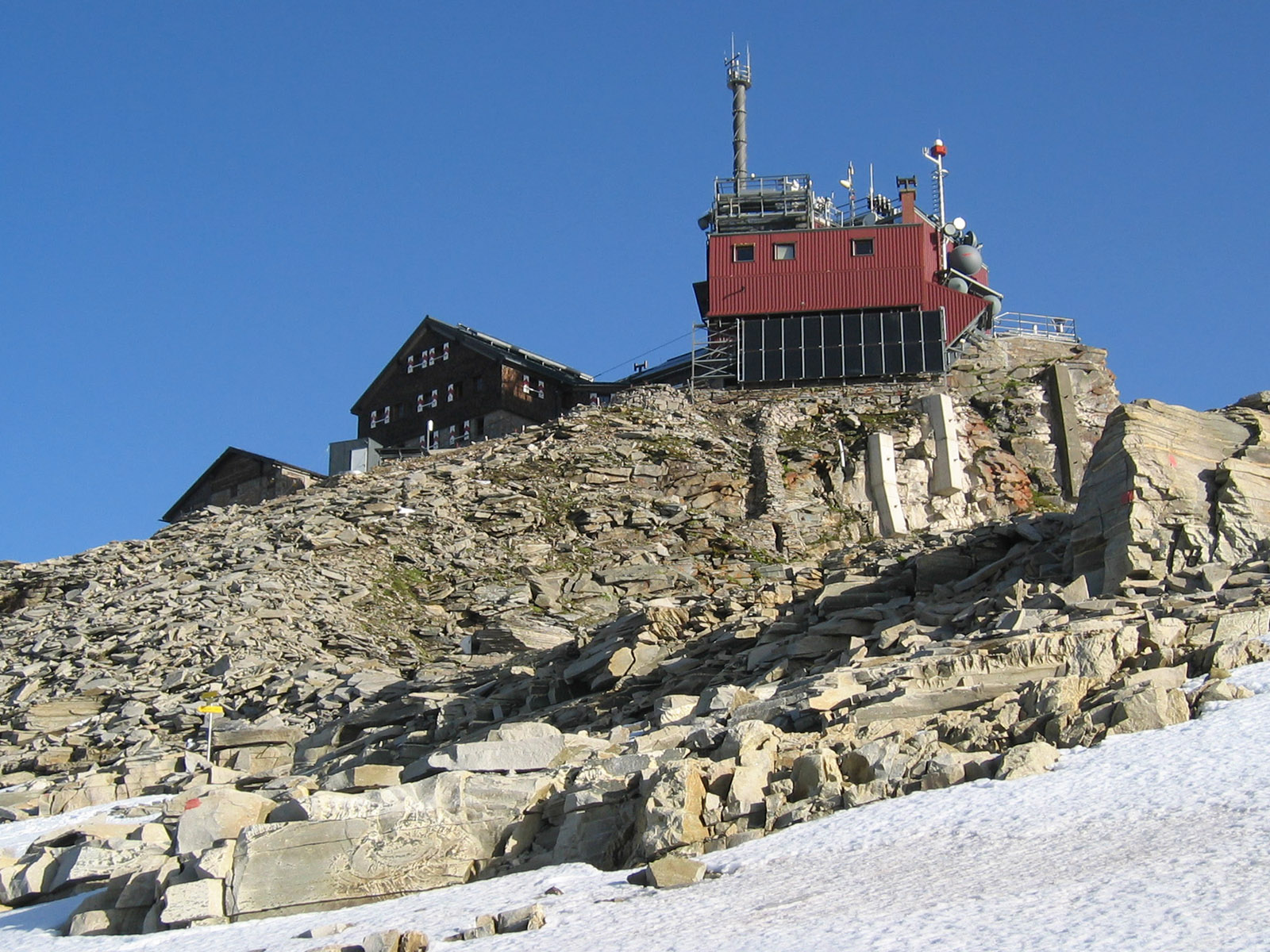
Obserwatorium na Hoher Sonnblick